# Marmentino
Marmentino (lombardul: Marmintì) település Olaszországban, Lombardia régióban, Brescia megyében. Lakosainak száma 658 fő (2023. január 1.). Marmentino Bovegno, Collio, Lodrino, Pertica Bassa, Pezzaze, Irma, Pertica Alta és Tavernole sul Mella községekkel határos.

## Népesség
A település lakossága az elmúlt években az alábbi módon változott:
| Lakosok száma | 656  | 657  | 658  |
|               | 2017 | 2018 | 2023 |